# 1969
| 1969                                                                     |
| ------------------------------------------------------------------------ |
| Dødsfald - Fødsler                                                       |
| • Begivenheder • Film • Litteratur • Musik • Politik • Sport • Videnskab |

| Gregoriansk kalender | 1969 MCMLXIX            |
| Ab urbe condita      | 2722                    |
| Armensk kalender     | 1418 ԹՎ ՌՆԺԸ            |
| Kinesiske kalender   | 4665 – 4666 戊申 – 己酉 |
| Etiopisk kalender    | 1961 – 1962             |
| Jødisk kalender      | 5729 – 5730             |
| Hindukalendere       |                         |
| - Vikram Samvat      | 2024 – 2025             |
| - Shaka Samvat       | 1891 – 1892             |
| - Kali Yuga          | 5070 – 5071             |
| Iransk kalender      | 1347 – 1348             |
| Islamisk kalender    | 1389 – 1390             |

Konge i Danmark: Frederik 9. 1947-1972
Se også 1969 (tal)

## Begivenheder

### Januar
- 1. januar – et regulativ ved forsvaret bestemmer, at alle værnepligtige fremover skal tiltales med navn i stedet for nummer
- 8. januar - strejker blandt studenter og lærere i Californien mod Vietnamkrigen
- 16. januar - studenten Jan Palach sætter ild til sig selv på Wenzelspladsen foran Nationalmuseet i Prag i protest mod den sovjetisk-ledede invasion af Tjekkoslovakiet. Han dør tre dage senere
- 30. januar - The Beatles optræder sammen for sidste gang. Det sker på taget af Apple-bygningen i London

### Februar
- 3. februar – Yassir Arafat bliver af Den palæstinensiske nationalkongres udnævnt til leder af PLO.

### Marts
- 2. marts - de første testflyvninger med Concorde-flyet foretages i Toulouse
- 10. marts - James Earl Ray idømmes 99 års fængsel for mordet på Martin Luther King
- 13. marts - IKEA åbner sin først butik i Ballerup. (Flytter senere til Taastrup)
- 17. marts – Golda Meir fra Milwaukee, Wisconsin, USA, vælges som Israels ministerpræsident. Hun bliver den anden folkevalgte kvindelige regeringschef.

### April
- 1. april - Arbejdsanvisningen får nyt navn: Arbejdsformidlingen.
- 7. april - Den første Internetstandard, RFC 1, udsendes.
- 17. april - generalsekretær for Tjekkoslovakiets kommunistparti, Alexander Dubček, fjernes og erstattes af Gustáv Husák
- 17. april - Sirhan Sirhan kendes skyldig i drabet på Robert F. Kennedy

### Maj
- 6. maj – Limfjordstunnelen mellem Aalborg og Nørresundby åbnes for trafik. Begivenheden fejres med en hel festuge i de to nordjyske købstæder
- 25. maj – Statskup i Sudan
- 30. maj - den danske straffelovs forbud mod pornografiske billeder ophører og Danmark bliver det første land i verden, der frigiver pornografi

### Juni
- 8. juni - Spanien lukker sin grænse mod Gibraltar
- 20. juni - Vikingeskibshallen i Roskilde indvies
- 24. juni - med stort flertal siger den danske befolkning nej til at give de 18-årige stemmeret. 445.066 siger ja - 1.638.562 siger nej
- 28. juni – Stonewall Riots i New York City, der er blevet et symbol for de homoseksuelles kamp for frigørelse og ligeberettigelse

### Juli
- 14. juli - El Salvadors hær angriber Honduras efter omfattende uroligheder, der er udløst af en fodboldkamp mellem de to lande, og Fodboldkrigen er en realitet
- 18. juli - Senator Edward Kennedy kører galt i bil ved Chappaquidick Island broen; hans passager Mary Jo Kopechne dør ved ulykken
- 19. juli - englænderen John Fairfax kommer velbeholden til Fort Lauderdale i Florida, USA, efter som den første nogensinde at have foretaget en rotur solo over Atlanterhavet i øst-vestlig retning
- 20. juli – Apollo 11 lander på Månen.
- 21. juli – Neil Armstrong betræder som det første menneske Månens overflade. Se: Månelanding.

### August
- 12. august - 3 dages gadekampe begynder i Londonderry i Nordirland efter en protestantisk march gennem byen
- 12. august - Givskud Zoo åbner
- 14. august - Storbritanniens premierminister Harold Wilson sætter tropper ind i Nordirland for at bringe uroligheder mellem katolikker og protestanter til ophør - dog uden held
- 15. august – Woodstock festivalen åbner under sloganet "3 Days of Peace & Music".
- 18. august - på grund af faldende omsætning i butikkerne i Helsinge indfører man kys i stedet for rabat. Kunder, der ønsker det, kan få et kys af ekspedienten efter afsluttet handel. De, der ikke vil kysses, får et negerkys (en flødebolle). Omsætningen begynder med det samme at stige

### September
- 1. september - Oberst Muammar al-Gaddafi vælter kong Idris I's styre i Libyen. Dagen bliver herefter Libyens nationaldag
- 19. september – Der afholdes valg til Vesttyskland Forbundsdag
- 28. september - Murchison-meteoritten ramte Jorden kl. 10.58, nær byen Murchison, Victoria i Australien.

### Oktober
- 12. oktober - Sovjetiske Sojuz 7 sendes i kredsløb
- 14. oktober – Tage Erlander afgår som Sveriges statsminister og efterfølges af Olof Palme og regeringen Palme I
- 22. oktober – Willy Brandt tiltræder som Vesttysklands forbundskansler
- 22. oktober – Forsvarets Efterretningstjenestes (FE) aflytningscentral under Københavns Universitet i Kejsergade afsløres
- 29. oktober - den første forbindelse mellem to computere etableres på ARPANET, der er forgængeren for Internettet

### November
- 3. november - Frederikssundsvejstunnelen åbnes
- 12. november - My Lai-massakren under Vietnamkrigen bliver afsløret
- 14. november - Apollo 12 opsendes
- 18. november - Apollo 12 lander på månen som det andet bemandede rumfartøj
- 18. november - DR's pejlevogn begynder jagten på "sortseere"
- 25. november - Justitsministeriet udsteder et cirkulære om, at alle gæstearbejdere skal have arbejdstilladelse inden ankomsten til Danmark

### December
- 6. december – Landsorganisationen af Elever (LOE) stiftes ved en generalforsamling i Århus.
- 12. december – Danmark frigiver billedpornografi som det første land i verden.
- 12. december - En terrorbombe sprænger på Piazza Fontana i Milano og 17 mennesker dør.
- 16. december – Dødsstraffen bliver afskaffet i Storbritannien.

## Født

### Januar
- 3. januar – Michael Schumacher Syv dobbelt verdensmester i Formel 1.
- 5. januar – Marilyn Manson engelsk shock rock-sanger, født Brian Hugh Warner.
- 14. januar – Jason Bateman, amerikansk skuespiller.
- 21. januar – Gitte Lillelund Bech, dansk folketingsmedlem 1999-.

### Februar
- 11. februar – Jennifer Aniston, amerikansk skuespillerinde.
- 15. februar – Anja Andersen, dansk håndboldspiller.
- 28. februar – Robert Sean Leonard, amerikansk skuespiller.

### Marts
- 1. marts – Javier Bardem, spansk skuespiller.
- 16. marts – Anne Hjernøe, dansk skribent og forfatter.
- 20. marts – Yvette Cooper, britisk parlamentsmedlem for Labour Party 1997-.
- 21. marts – Pia Daa, keramiker og smykkerdesigner på Kronborg Slot.
- 24. marts – Peter Jensen, dansk designer.
- 27. marts – Petra Nordlund, svensk journalist og nyhedsoplæser.

### April
- 3. april – Ben Mendelsohn, australsk skuespiller.
- 6. april – Paul Rudd, amerikansk skuespiller.
- 25. april – Renée Zellweger, amerikansk skuespillerinde.

### Maj
- 1. maj – Wes Anderson, amerikansk filminstruktør.
- 13. maj – Iben Sønderup, dansk politiker og kvindesagsforkæmper.
- 14. maj – Cate Blanchett, australsk skuespillerinde.
- 20. maj – Jon Meacham, amerikansk forfatter (vinder af Pulitzerprisen) og redaktør.

### Juni
- 7. juni – Prins Joachim, Prins af Danmark.
- 11. juni – Peter Dinklage, amerikansk skuespiller.
- 19. juni – Trine Pallesen, dansk skuespillerinde.
- 24. juni – Sissel Kyrkjebø, norsk sangerinde.

### Juli
- 23. juli – Peter Glüsing, dansk journalist og pressechef.
- 24. juli – Jennifer Lopez, amerikansk sangerinde.
- 28. juli – Malou Aamund, dansk politiker.

### August
- 4. august – Max Cavalera, brasiliansk sanger.
- 7. august – Domino Harvey, britisk lykkejæger.
- 17. august – Donnie Wahlberg, amerikansk skuespiller og sanger
- 18. august – Christian Slater, amerikansk skuespiller.
- 18. august – Edward Norton, amerikansk skuespiller.
- 19. august – Matthew Perry, canadisk skuespiller.
- 26. august – Karen Ellemann, dansk minister.
- 26. august – Lars Ranthe, dansk skuespiller.
- 28. august – Jack Black, amerikansk skuespiller.
- 28. august – Jason Priestley, canadisk skuespiller.

### September
- 3. september – Søren Solkær, dansk fotograf.
- 25. september – Catherine Zeta-Jones, wallisisk skuespiller.
- 28. september – Anders W. Berthelsen, dansk skuespiller.
- 29. september – Erika Eleniak, amerikansk skuespillerinde.
- 30. september - Peter Lauritsen, dansk professor i overvågning.

### Oktober
- 1. oktober - Zach Galifianakis, amerikansk skuespiller.
- 3. oktober – Gwen Stefani, amerikansk musiker.
- 15. oktober – Peter Grønborg, dansk journalist og studievært.
- 19. oktober - Trey Parker, amerikansk skuespiller.
- 30. oktober – Stanislav Gross, Tjekkiets præsident 2004-.

### November
- 4. november – Matthew McConaughey, amerikansk skuespiller.
- 10. november − Ellen Pompeo, amerikansk skuespillerinde.
- 11. november – Claus Riis Østergaard, dansk skuespiller.
- 12. november − Tilde Harkamp, dansk filminstruktør.
- 13. november − Gerard Butler, skotsk skuespilller.
- 19. november − Stine Holm Joensen, dansk skuespillerinde.

### December
- 2. december – Charlotte Munck, dansk skuespiller.
- 4. december – Jay-Z, amerikansk rapper.
- 13. december – Tony Curran, skotsk skuespiller.
- 14. december – Natascha McElhone, engelsk skuespillerinde.
- 28. december – Linus Torvalds, finsk opfinder af Linux.

## Dødsfald

### Januar
- 2. januar – Julius Bomholt, forhenværende kulturminister (født 1896).
- 8. januar – Kristian Hindhede, dansk civilingeniør og fabrikant (født 1891).
- 19. januar – Jan Palach, tjekkisk historiestudent som satte ild på sig selv som en protest mod den sovjetledede invasion (født 1948).
- 29. januar – Allen Welsh Dulles, amerikansk direktør for CIA (født 1893).

### Februar
- 2. februar – Boris Karloff, engelsk skuespiller (født 1887).
- 3. februar – Al Taliaferro, amerikansk tegneserietegner (født 1905).
- 5. februar – Thelma Ritter, amerikansk skuespillerinde (født 1902).
- 8. februar – Haldor Hald, dansk biskop, teolog og korshærschef (født 1907).
- 12. februar – Victor Gram, dansk politiker (født 1910).
- 18. februar – Edouard Mielche, dansk skuespiller (født 1905).
- 23. februar – Saud af Saudi-Arabien, konge af Saudi-Arabien (født 1902).
- 26. februar – Levi Eshkol, Israels premierminister 1963-69 (født 1895).
- 26. februar – Karl Jaspers, tysk filosof og psykiater (født 1883).

### Marts
- 18. marts – Kristian Knuth, dansk kammerherre, hofjægermester og modstandsmand (født 1886).
- 27. marts – Ingeborg Suhr, dansk seminarieforstander og forfatter (født 1871).
- 28. marts – Dwight D. Eisenhower, amerikansk general, præsident 1953-61 (født 1890).

### April
- 2. april – Ib Andersen, dansk tegner, grafiker og arkitekt (født 1907).

### Maj
- 2. maj – Franz von Papen, tysk politiker (født 1879).
- 19. maj – Coleman Hawkins, amerikansk jazzmusiker (tenorsaxofon) (født 1904).
- 28. maj – Stig Iuul, dansk jurist og retshistoriker (født 1907).
- 31. maj – Hans Schreiber, dansk komponist, pianist og dirigent (født 1912).

### Juni
- 22. juni – Judy Garland, amerikansk skuespiller og sanger (født 1922).
- 29. juni – Poul Sørensen, dansk politiker, minister og partiformand (født 1904).

### Juli
- 3. juli – Brian Jones, engelsk guitarist i The Rolling Stones (født 1942).
- 5. juli – Leo McCarey, amerikansk filminstruktør (født 1898).
- 5. juli – Walter Gropius, tysk arkitekt (født 1883).
- 23. juli – Helle Klint Bentsen, dansk billedhugger (født 1887).
- 30. juli – Jørgen Jørgensen, dansk filosof (født 1894).

### August
- 6. august – Theodor W. Adorno, tysk filosof (født 1903).
- 9. august – Sharon Tate, amerikansk skuespiller (født 1943).
- 17. august – Ludwig Mies van der Rohe, tysk arkitekt (født 1886).

### September
- 2. september – Ho Chi Minh, daværende nordvietnamesisk præsident og opretter af Viet Minh (født 1890).
- 15. september – Vilhelm Fischer, dansk farmaceut, direktør og borgmester (født 1877).
- 17. september – Edouard Mignan, fransk organist og komponist (født 1884).
- 19. september – Niels Hansen, kgl. dansk kammersanger (født 1880).

### Oktober
- 12. oktober – Sonja Henie, norsk skøjteløber og skuespiller (født 1912).
- 15. oktober – Harald Salling-Mortensen, dansk arkitekt (født 1902).
- 21. oktober – Jack Kerouac, amerikansk forfatter (født 1922).

### November
- 3. november – Leo Frederiksen, dansk landsretssagfører (født 1894).
- 5. november – Johannes Juul, dansk afdelingsingeniør, opfinder og vindmøllepioner (født 1887).
- 18. november – Joseph P. Kennedy, Sr., amerikansk politiker (født 1888).
- 23. november – Knud Kyhn, dansk maler og keramiker (født 1880).

### December
- 9. december – Fanny Jensen, dansk politiker, forbundsformand og minister (født 1890).
- 16. december – Leo Mathisen, dansk komponist og jazzpianist (født 1906).
- 23. december – Eiler Jensen, dansk forbundsformand (født 1894).

## Nobelprisen
- Fysik – Murray Gell-Mann
- Kemi – Derek H. R. Barton, Odd Hassel
- Medicin – Max Delbrück, Alfred D. Hershey, Salvador E. Luria
- Litteratur – Samuel Beckett
- Fred – International Labour Organization (I.L.O.), Geneve.
- Økonomi – Ragnar Anton Kittil Frisch, Jan Tinbergen

## Sport
- Ryder Cup, golf – USA 16-Storbritannien 16. USA beholder trofæet
- 12. januar - Danmarks herrelandshold i fodbold vinder 5-1 over Bermuda på Bermuda[1]
- 15. januar - Danmarks herrelandshold i fodbold taber 2-1 til Surinam[2]
- 22. januar - Danmarks herrelandshold i fodbold taber 3-0 til Mexico, i Mexico[3]
- 6. maj - Danmarks herrelandshold i fodbold vinder 3-1 over Mexico i Københavns Idrætspark[4]
- 27. maj - Danmarks herrelandshold i fodbold vinder 2-0 over Irland i Københavns Idrætspark[5]
- 15. juni - Danmarks herrelandshold i fodbold vinder 3-2 over Ungarn i Københavns Idrætspark[6]
- 25. juni - Danmarks herrelandshold i fodbold taber 1-0 til Sverige i Københavns Idræftspark[7]
- 1. juli - Danmarks herrelandshold i fodbold vinder 6-0 over Bermuda på Aalborg Stadion[8]
- 19. juli - belgieren Eddy Merckx vinder Tour de France
- 10. september - Danmarks herrelandshold i fodbold vinder 5-2 over Finland i Københavns Idræftspark[9]
- 11. september - Tom Bogs bliver europamester i mellemvægtsboksning, da han i Idrætsparken vinder over italieneren Carlos Duran over 15 omgange
- 21. september - Danmarks herrelandshold i fodbold taber 2-0 til Norge i Oslo[10]
- 15. oktober - Danmarks herrelandshold i fodbold spiller 1-1 mod Irland på Dalymount Park[11]
- 22. oktober - Danmarks herrelandshold i fodbold taber 3-0 til Ungarn i Budapest[12]

## Musik
- 22. februar - The Beatles indspiller for sidste gang som samlet gruppe
- 12. marts - Paul McCartney gifter sig med fotografen Linda Eastman
- 20. marts - John Lennon gifter sig med Yoko Ono i Gibraltar
- 29. marts – fire lande bliver udråbt som vindere af den 14. udgave af Eurovision Song Contest: Storbritannien, Spanien, Holland og Frankrig. Konkurrencen blev afholdt i Madrid, Spanien
- 23. maj - den første rockopera, Tommy, udgives af gruppen The Who
- 5. juli - The Rolling Stones giver en gratis koncert i Hyde Park
- 18. august - Jimi Hendrix spiller som det sidste navn på Woodstock-festivalen
- 20. august - de fire medlemmer af The Beatles indspiller for sidste gang som samlet gruppe i forbindelse med færdiggørelsen af albummet Abbey Road
- 22. august - det sidste officielle foto af The Beatles samlet bliver taget
- 26. september - The Beatles udgiver Abbey Road
- 1. november - Beatles' sidste album ”Abbey Road” indtager førstepladsen på hitlisterne denne dag. Her bliver albummet 11 uger i træk
- 15. november - det første album med søskendeparret Karen og Richard Carpenter (Offering) udkommer. Albummet bliver aldrig den store salgssucces, men en single derfra - en coverversion af Beatles-nummeret Ticket to Ride - bliver et stort hit
- 26. november - The Band får i USA en guldplade for deres album The Band
- Leonard Cohen udgiver Songs From a Room
- David Bowie: Space Oddity
- The Stooges: The Stooges
- Captain Beefheart: Trout Mask Replica
- Burnin Red Ivanhoe: M144
- Led Zeppelin udgiver Led Zeppelin
- Gasolin' dannes.
- Zager and Evans udgiver sangen In the Year 2525

## Film
- Easy Rider med Peter Fonda, Dennis Hopper og Jack Nicholson
- 5. oktober - første afsnit af Monty Pythons Flyvende Cirkus udsendes i Storbritannien

## Bøger
- Per Højholt: 6512
- Ole Lund Kirkegaard: Orla Frøsnapper